# Slika oglišč
Slika oglišč je v geometriji slika, ki jo dobimo takrat, ko v poliedru ali politopu odrežemo vogale.

## Definicije
Poglejmo oglišče poliedra in označimo točko kjerkoli vzdolž vsakega roba. Potegnimo črto skozi povezane stranske ploskve tako, da povežemo sosednje točke. Te črte opisujejo celotno področje, to pa je mnogokotnik okoli oglišča. Ta mnogokotnik imenujemo slika oglišča.
Ta definicija je lahko precej drugačna, kar je odvisno od okoliščin v katerih dajemo definicijo. Tako lahko naredimo na naslednje načine 
- z uporabo ploske rezine
- kot sferni mnogokotnik
- kot množico povezanih oglišč
- s pomočjo abstraktne definicije

Uporaba prvega načina: naredimo rezino skozi vogal poliedra in odrežemo vse robove, ki so povezani s tem ogliščem. Odrezana ploskev je slika oglišča. Ta način je najbolj uporabljan in tudi najbolj razumljiv. Različni avtorji naredijo rezino samo na različnih mestih

## Splošne značilnosti
Slika oglišč za n-politop je (n -1) politop. Kot primer je slika oglišč za polieder slika mnogokotnika. Za polihoron pa je polieder.
Če obravnavamo samo povezljivost teh sosednjih oglišč se lahko slika oglišč konstruira za vsako oglišče politopa:
- Vsako oglišče na sliki oglišč sovpada z oglišči prvotnega politopa.
- Vsak rob slike oglišč se nahaja znotraj ali zunaj prvotnega politopa tako, da izmenoma povezuje  po dve oglišči prvotne stranske ploskve
- Vsaka stranska ploskev slike oglišč se nahaja znotraj ali zunaj celice prvotnega n-politopa (velja za n>3)
- tako se lahko nadaljuje za elemente višjega reda in tudi za višji red politopov.

Slika oglišč je zelo uporaben pripomoček za uniformne politope, ker samo ena slika opiše celotni politop.
| Slika oglišč: neuniformne kvadratne piramide                     | Schleglov diagram | perspektiva |
| kreirane kot kvadratna osnova iz oktaedra                        | (3.3.3.3)         |             |
| in štiri stranice enakostraničnega trikotnika iz prisekanih kock | (3.8.8)           |             |

## Slika robov
Podobna sliki oglišč je slika robov, ki je enaka  sliki oglišč slike oglišč .  
Slika robov se uporablja za prikazovanje odnosa med elementi v pravilnem in uniformnem politopu.
Slika robov je politop (n -2), ki prikazuje razporeditev facet okoli danega roba.
Pravilni politopi in satovja imajo samo eno sliko robov, ki pa je pravilna. Za pravilne politope {p,q,r,s.....,z} je slika robov {r,s,.....,z}.
V štirih razsežnostih je slika robov za 4-politope ali 3-satovje mnogokotnik, ki predstavlja razvrstitev množice facet okoli roba. Zgled: slika robov za pravilno kubično satovje {4, 3, 4} je kvadrat in za pravilni polihoron {p,q,r} je mnogokotnik {r}.

## Pravilni politopi
Kadar je politop pravilen ga lahko predstavimo s Schläflijevim simbolom. Iz njega in iz celic ga lahko  dobimo na trivialen način
V splošnem v pravilnem politopu s Schläflijevim simbolom {a, b, c,...,y, z} ima celice {a, b, c,...,y} in sliko oglišč {b, c,...,y, z}. 
1. pravilni polieder {p, q} je slika oglišč {q}, kar pa je q-kotnik.
  - zgled: slika oglišč kocke {4, 3} je trikotnik {3}
2. pravilni polihoron ali  prostorska teselacija {p, q, r} ima sliko oglišč {q, r}
  - zgled: slika oglišč  hiperkocke {4, 3, 3} je slika oglišč pravilni tetraeder {3, 3}.
  - slika oglišč za kubično satovje je tudi pravilno in ga lahko prikažemo s Schläflijevim simbolom z indeksi v obratnem vrstnem redu. Lahko se pokaže, da je dual slike oglišč celica dualnega politopa. Za pravilne poliedre je to posebna oblika Dorman Lukove konstrukcije.